# Eurypharynx pelecanoides
Eurypharynx pelecanoides é uma espécie de peixe pertencente à família Eurypharyngidae.
A autoridade científica da espécie é Vaillant, tendo sido descrita no ano de 1882.
Os peixes enguia pelicano (género Eurypharynx) são um dos grupos de peixes mais particulares do mar profundo, com uma cabeça bastante invulgar. Esta enguia (Eurypharynx pelecanoides) recebeu a denominação de “pelicano” dado que a boca é extremamente larga e assemelha-se ao bico de um pelicano. As enguias pelicano não têm escamas e são cobertas de pele preta aveludada.
O E. pelecanoides é uma espécie ovípara e tem uma distribuição circunglobal, encontrando-se em todas as regiões tropicais e temperadas. Alimentam-se sobretudo de pequenos peixes.
Hoje em dia, estas enguias são umas das espécies com um estado de conservação bastante estável, estão por isso inseridas na lista da IUCN na classificação de Least Concern.

## Taxonomia
A enguia pelicano está atualmente classificada na ordem dos Anguilliformes, sendo o único membro dos seus género Eurypharynx e família Eurypharyngidae. Esta família, juntamente com as famílias Cyematidae, Monognathidae e Saccopharyngidae, incluem-se na subordem Saccopharyngoidei, denominando-se os elementos deste grupo de saccopharyngiforms”. A família monotípica Eurypharyngidae é regularmente confundida com os Saccopharynx. No entanto, nos indivíduos de Eurypharynx a boca é maior em relação aos Saccopharynx, embora tenham dentes menores. Uma outra forma de distinguir é através da barbatana dorsal, que nos peixes pelicano começa em frente à barbatana peitoral em vez de começar bastante atrás desta.

## Distribuição
O E. pelecanoides pode ser encontrado em águas tropicais e temperadas em todos os oceanos. É uma espécie batipelágica, que nada regularmente entre os 1200-1400 m de profundidade , embora possa ocorrer entre os 500 e os 3000m de profundidade.
Ocorrem regularmente em águas australianas e no Oceano Atlântico é particularmente conhecido na Islândia. Ainda na linha do atlântico, também nos Açores se tem vindo a estudar e a observar as enguias pelicanos.

## Características gerais
Em termos morfológicos, a enguia pelicano apresenta um corpo alongado e preto, com um órgão caudal bastante simples e comprimido. A sua cabeça é grande em comprimento, tendo mais de metade do comprimento pré-anal, embora o cérebro seja pequeno. Apresenta narinas bastante próximas entre si e os olhos pequenos. Eurypharynx possuem barbatanas dorsal e anal, cujos comprimentos encontram-se entre 155–196 mm e 118–147 mm[8], respetivamente, embora a caudal esteja ausente e a peitoral seja rudimentar. A boca é a principal característica destes indivíduos, sendo extremamente invulgar. É altamente distensível, tal como se verifica também nos pelicanos.
Outra característica interessante encontra-se na outra extremidade das enguias pelicano. Na terminação da cauda têm um órgão bastante complexo que emite luz. Embora ainda não se saiba muito sobre esta propriedade, já foi possível observar, através de gravações de vídeo, que as enguias pelicano são capazes de emitir sinais de luminescência de curta duração.
As enguias pelicano apresentam um comprimento total de 75 cm, embora uma parte seja devido à sua cauda. Há registos de machos com comprimento de até um metro.
Relativamente a dimorfismo sexual, este não está muito evidenciado nesta espécie. Contudo, os machos Eurypharynx sofrem algumas alterações ao nível dos órgãos olfativos no decorrer da sua maturação, enquanto que nas fêmeas não se verifica de forma tão significativa.
Sobre a forma de reprodução ainda pouco se sabe. Destaca-se a desova, que apenas tem lugar uma vez durante a vida das enguias pelicano, pois pensa-se que as fêmeas morrerão pouco tempo depois deste processo.
É uma família que não tem interesse particular nas pescas, pois ficam bastante destruídos aquando da captura dada a sua fragilidade. No entanto, tal como outras enguias, são muitas vezes apanhadas em capturas acessórias por redes ou outros tipos de artes de pescas.

## Dieta e estratégia de alimentação
As enguias pelicano alimentam-se à base de pequenos peixes. Os adultos têm por base da sua dieta crustáceos e peixes, ingerindo também cefalópodes, como lulas, e invertebrados.
No estudo realizado por Nielsen et al. em 1989, foram analisados os conteúdos estomacais de 120 indivíduos e descobriu-se que a principal presa desta espécie são Crustáceos. Estes foram encontrados em 87 dos 120 estômagos em estudo, dos quais um dos maiores encontrados foi um camarão natantia com 80 mm. Apareciam logo de seguida, mas em menor quantidade, peixes dificilmente reconhecidos, sargaço e folhas no caso de peixes capturados no Mar dos Sargaços. Em 15 dos estômagos foram observados Cefalópodes, que foram facilmente identificados pelos restos de bicos, sendo inclusive possível indicar a maturidade dos indivíduos consumidos através da cor escura que exibiam. Por fim, apareceram nos estômagos de algumas enguias, alguns elementos de chaetohnatha, urochordata e scyphozoa.
Estes peixes procuram as presas nas redondezas, perseguindo-as para depois as engolirem, em vez de aguardarem que estas surjam para as capturar. No fundo da cauda, apresentam um órgão luminoso que pensa-se ser usado para atrair as suas presas, o que é potencialmente vantajoso num ambiente escuro. Têm órgãos dos sentidos muito apurados e precisos, o que lhes permite determinar a que distância estão as presas e se estão outros predadores na vizinhança.
Quando se aproximam do seu alvo, dilatam substancialmente o tamanho das suas cabeças, abrindo espaço no interior da cavidade bucal para capturar uma grande quantidade de alimento. Este é um dos métodos de predação mais usados em teleósteos, usando uma pressão negativa repentina na cavidade orobranquial, que é suportada e habilitada pelos músculos e pela estrutura óssea da mandíbula. No entanto, a Euryfaringe tem músculos muito fracos na região da mandíbula e quer o estômago quer a dentição estão apenas preparados para digerir alimentos de pequenas dimensões, não tem por isso capacidade para engolir muitos e grandes peixes. Enquanto apanham as suas presas, engolem bastante água que é depois eliminada pelas guelras.

## Fonte de inspiração
Uma equipa de investigadores inspirou-se na enguia pelicano para desenvolver um projeto tecnológico que visa adaptar as formas de determinado mecanismo eletrónico (Soft Robotic Manipulator) para usá-lo em benefício da ciência, a fim de ser colocado em determinado ambiente sem o perturbar, salvaguardando interações mais seguras com humanos. Com os materiais adequados, altamente resistentes e flexíveis, desenvolveram um componente que suportava rápidas e vigorosas alterações de desdobramento e alongamento, à semelhança do que sucede com o movimento da boca da enguia pelicano.